# Ramón Iribarren
Ramón Iribarren Cavanilles (Irún, Guipúzcoa; 15 de abril de 1900 - Madrid, 21 de febrero de 1967) fue un ingeniero español, miembro de la Real Academia de las Ciencias Exactas, Físicas y Naturales, aunque no llegó a tomar posesión de su cargo.
Fue ingeniero de caminos, canales y puertos y profesor de puertos en la Escuela Especial del Cuerpo. Además ostentó los cargos de director del laboratorio de puertos, presidente de la delegación española en la Asociación Internacional de Congresos de Navegación.
Fue autor del proyecto y construcción de las obras de los puertos del Grupo de Guipúzcoa, Fuenterrabía, San Sebastián, Orio, Guetaria, Zumaya y Deva. Elaboró los informes acerca de la defensa de la Restinga y el proyecto del puerto petrolero de Loanda (Angola) y el informe sobre la defensa de las costas de Cartagena de Colombia.
Entre sus trabajos publicados destacan los siguientes: Una fórmula para el cálculo de los diques de escollera, Cálculo de diques verticales, Obras de abrigo de los puertos, Talud límite entre la rotura y la reflexión de la ola, Generalización de la fórmula para el cálculo de los diques de escollera y comprobación de sus coeficientes, Violentas presiones accidentales producidas por la rotura de las olas, Otras comprobaciones de la fórmula para el cálculo de los diques de escolleras, Método de cálculo de los planos de oleaje que desarrollo después de realizar los estudios del oleaje dentro de la dársena del puerto de Motrico.

Murió en un accidente  de coche un 21 de febrero de 1967
| Predecesor: Manuel Velasco de Pando | Real Academia de Ciencias Exactas, Físicas y Naturales Medalla 5 1959-1967 | Sucesor: Darío Maravall Casesnoves |